# Himantozoum obtusum
Himantozoum obtusum är en mossdjursart som beskrevs av Roxanne Irene Hastings 1943. Himantozoum obtusum ingår i släktet Himantozoum och familjen Bugulidae. Inga underarter finns listade i Catalogue of Life.